# チンチョーロのミイラ
チンチョーロのミイラ（スペイン語: momias chinchorro）とは、現在の北部チリで発見された、南アメリカのチンチョーロ文化のミイラ化した遺体を指す。
これらは、人為的にミイラ化された人間の遺体の、世界最古の例であり、古代エジプトのミイラよりも2000年以上古いものである。エジプトで発見された最古のミイラは紀元前3000年頃であるが、人為的に作製されたチンチョーロのミイラは紀元前5050年までに遡る。
アタカマ砂漠から回収された最古の自然にミイラ化した遺体は、紀元前7020年頃のものである。調査された貝塚やミイラの骨の化学分析から、チンチョーロ人の食物の90%が海産物であったことがわかっている。アンデス山脈の乾燥した河川流域には、古代の漁業文化が多く存在していたが、チンチョーロ文化は、死者を献身的に保存することに他の文化との特異性がある。
チンチョーロ文化の集落とアリカ・イ・パリナコータ州の遺体加工の習俗（ミイラ化）は、2021年にユネスコの世界遺産に登録されている。

## 自然乾燥によるミイラ
これまでに発見された282体のチンチョーロのミイラ（紀元前7020年から紀元前1300年）のうち、29％が自然乾燥によるものであった。チリの北部では、自然に乾燥されミイラ化される環境に恵まれている。土壌には塩分が多く含まれ、それがアタカマ砂漠の乾燥など他の要因と組み合わさることで、有機物の保存が可能となる。塩分は細菌の増殖を停止させ、暑く乾燥した状況は急速な脱水を促し、死体の体液を蒸発させる。その結果、軟部組織は腐敗する前に乾燥し、自然に保存されたミイラできあがる。チンチョーロ人は、自然乾燥によるミイラであっても、葦で包み、副葬品とともに埋葬するということを行っていた。

## ブラックミイラの作製方法
ブラックミイラの作製（紀元前5000～前3000年）では、死んだ人の体をバラバラに解体し、処理を施したのちに、再度組み立てなおすということが行われた。頭、腕、足が胴体から切り離され、皮膚も剥がされた。体は熱によって乾燥され、石器を使って骨から肉と組織が完全に剥ぎ取られた。熱せられた灰や炭で骨が乾燥させられた痕跡もある。遺体が再構築された後、白い灰のペーストが塗られ、隙間に草や灰、土、動物の毛などが詰められた。ペーストによって、死者の顔の特徴も表現された。死者には、小片または、ほぼ全身の皮膚が再度貼りなおされた（顔の皮膚には短髪のかつらが付けられたものもある）。アシカの皮が使われたミイラもある。そして、欠けている皮膚の部分は、白い灰の層に黒色のマンガンが塗られ彩色された。（皮膚の層が欠けていることが多い子どもの場合に多い）

## レッドミイラの作製方法
レッドミイラの作製方法（紀元前2500～前2000年）は、遺体をバラバラに解体するのではなく、胴体と肩に多数の切れ込みを入れて内臓を取り除き、体腔を乾燥させる方法がとられた。頭部は体から切り離され、脳を取り除いた後、皮膚が貼り戻され、顔面部は仮面で覆われることもあった。体内にはさまざまな材料が詰められ、生前と同じサイズに戻され、内部は棒で強化され、切れ込みは葦の縄で縫い合わせられた。頭部は胴体に接続されたのち、人毛で作られた最大60 cmのかつらがつけられた。黒い粘土の「帽子」により、かつらが固定された。かつらと（黒い）顔を除いて、すべてが赤色の黄土で塗られた。

## 泥塗りミイラ
チンチョーロ文化における最後のミイラ製作の様式は「泥塗り」（紀元前3000年～前1300年）である。チンチョーロ文化の時代は環境的に比較的安定していた。環境学者たちは、これらのミイラの驚くべき保存状態は、土壌が変化するペドジェニック（土壌生成）による粘土と石膏の生成にも影響を受けていると考える。これらの粘土は固着剤として働き、石膏は天然の乾燥剤として作用する。柔らかな粘土は、遺体加工をする者がミイラの多様な外見を形作ることを可能にした。さらに、乾燥したミイラの悪臭が覆われるという付加的な利点もあった。チンチョーロの人々はもはや死者の臓器を取り除かなくなり、代わりに泥、砂、卵や魚の粘液のようなものを使って体を覆った。作業が完了すると、ミイラは墓に埋葬された。ミイラ作製の様式の変化は、外部の人々や異なる文化に触れたこと、または腐敗した死体と病気の関連から生じたものかもしれない。

## 包帯巻きミイラ
包帯を巻いて遺体を保存する方法（紀元前2620年～前2000年と推定）は、これまでに3体の幼児のミイラでしか確認されていない。このミイラは、ブラックとレッドミイラの作製技法をあわせもち、ブラックミイラの方法で体をバラバラにして後に補強する一方、頭部はレッドミイラと同じ方法で処理されている。粘土の代わりに、動物や人間の皮膚によって遺体は包まれている。さらに、体は赤色の黄土で塗られ、頭部は黒色のマンガンで塗られたことが判明している。

## 刺青
少なくとも1体のチンチョーロのミイラが、この地域での刺青の古さを顕著に物語っている。上唇の上に口ひげのような点線の刺青が施された男性の遺体（Mo-1 T28 C22）は、（紀元前2563年～前1972年）に遡るとされ、アメリカ大陸で確認された最も古い刺青であり、世界で4番目に古いものである。

## 登録基準
この世界遺産は世界遺産登録基準のうち、以下の条件を満たし、登録された（以下の基準は世界遺産センター公表の登録基準からの翻訳、引用である）。
- (3) 現存するまたは消滅した文化的伝統または文明の、唯一のまたは少なくとも稀な証拠。
- (5) ある文化（または複数の文化）を代表する伝統的集落、あるいは陸上ないし海上利用の際立った例。もしくは特に不可逆的な変化の中で存続が危ぶまれている人と環境の関わりあいの際立った例。